# Порядок ношения государственных наград в Российской Федерации
Порядок ношения государственных наград в Российской Федерации — последовательность размещения государственных наград Российской Федерации — России (знаков отличия) на форме одежды.
Порядок ношения государственных наград регулируется «Положением о государственных наградах Российской Федерации» (утверждено Указом Президента Российской Федерации, от 7 сентября 2010 года, № 1099 «О мерах по совершенствованию государственной наградной системы Российской Федерации»).
В частности:
- При наличии у лица одноимённых государственных наград различных степеней носится только знак одноимённой государственной награды более высокой степени, за исключением знаков ордена Святого Георгия и знаков отличия — Георгиевских крестов. Данное правило распространяется на ношение лент в виде планок или розеток к одноимённым государственным наградам.
- Знаки орденов Российской Федерации и медали Российской Федерации, за исключением знаков орденов Российской Федерации, которые носятся на плечевой ленте, орденской цепи или шейной ленте, носятся на колодках. Колодка для ношения орденов Российской Федерации и медалей Российской Федерации пятиугольная. Колодка имеет в нижнем углу фигурный вырез для прикрепления с помощью кольца ордена или медали. Высота колодки от вершины нижнего угла до середины верхней стороны — 50 мм, длина верхней стороны — 26 мм, длина каждой из боковых сторон — 39 мм, длина каждой из сторон, образующих нижний угол, — 26 мм. При ношении нескольких орденов и медалей верхние стороны колодок примыкают друг к другу, образуя прямую линию без перерывов, а каждая колодка, расположенная справа, частично накрывает колодку, расположенную левее.

## Порядок ношения государственных наград
- На плечевой ленте, проходящей через правое плечо, носятся:
  - знак ордена Святого апостола Андрея Первозванного;
  - знак ордена Святого Георгия I степени;
  - знак ордена «За заслуги перед Отечеством» I степени;
  - знак ордена Святой великомученицы Екатерины;
- На орденской цепи носится:
  - знак ордена Святого апостола Андрея Первозванного.

При наличии у награждённого орденов Святого апостола Андрея Первозванного, Святого Георгия I степени, «За заслуги перед Отечеством» I степени и Святой великомученицы Екатерины знак ордена Святого апостола Андрея Первозванного носится на цепи, а знак ордена Святого Георгия I степени, знак ордена «За заслуги перед Отечеством» I степени или знак ордена Святой великомученицы Екатерины — на плечевой ленте.
При ношении знака ордена Святого апостола Андрея Первозванного на плечевой ленте, знаки иных государственных наград Российской Федерации, ношение которых предусмотрено на плечевой ленте, не носятся.
При ношении знака ордена Святого апостола Андрея Первозванного, знака ордена Святого Георгия I степени или знака ордена «За заслуги перед Отечеством» I степени на плечевой ленте знак ордена Святой великомученицы Екатерины носится на банте;
- На шейной ленте носятся:
- знак ордена Святого Георгия II и III степени;
- знак ордена «За заслуги перед Отечеством» II и III степени.

При наличии у награждённого орденов Святого Георгия и «За заслуги перед Отечеством», предназначенных для ношения на шейной ленте, они располагаются сверху вниз по старшинству;
- На левой стороне груди выше других государственных наград Российской Федерации и государственных наград СССР носятся:
  - знаки особого отличия Российской Федерации
    - медаль «Золотая Звезда» Героя Российской Федерации
    - золотая медаль «Герой Труда Российской Федерации»
    - знак ордена «Мать-героиня»

  - знаки особого отличия СССР
    - медаль «Золотая Звезда» Героя Советского Союза
    - золотая медаль «Серп и Молот» Героя Социалистического Труда
    - знак ордена «Мать-героиня»;
- на левой стороне груди ниже знаков особого отличия носятся:
  - знак ордена Святого Георгия IV степени;
  - знак ордена «За заслуги перед Отечеством» IV степени;
  - знак ордена Гагарина;
  - знак ордена Александра Невского;
  - знак ордена Суворова;
  - знак ордена Ушакова;
  - знак ордена Жукова;
  - знак ордена Кутузова;
  - знак ордена Нахимова;
  - знак ордена Мужества;
  - знак ордена «За военные заслуги»;
  - знак ордена «За морские заслуги»;
  - знак ордена Пирогова;
  - знак ордена «За заслуги в культуре и искусстве»;
  - знак ордена Почёта;
  - знак ордена Дружбы;
  - знак ордена «Родительская слава»;
  - знак отличия — Георгиевский Крест;
  - медаль ордена «За заслуги перед Отечеством»;
  - медаль «За отвагу»;
  - медаль «За храбрость»;
  - медаль Суворова;
  - медаль Ушакова;
  - медаль Жукова;
  - медаль Нестерова;
  - медаль Пушкина;
  - медаль «Защитнику свободной России»;
  - медаль «За отличие в охране общественного порядка»;
  - медаль «За отличие в охране государственной границы»;
  - медаль «За отвагу на пожаре»
  - медаль «За спасение погибавших»;
  - медаль Луки Крымского;
  - медаль «За труды в культуре и искусстве»;
  - медаль «За труды по сельскому хозяйству»;
  - медаль «За развитие железных дорог»;
  - медаль «За заслуги в освоении атомной энергии»;
  - медаль «За заслуги в освоении космоса»;
  - медаль ордена «Родительская слава».

При ношении ордена «За заслуги перед Отечеством» медаль ордена «За заслуги перед Отечеством» не носится, за исключением медали ордена «За заслуги перед Отечеством» с мечами.
При ношении орденов СССР и медалей СССР, предназначенных для ношения на колодках, с орденами Российской Федерации и медалями Российской Федерации ордена СССР размещаются после орденов Российской Федерации, медали СССР — после медалей Российской Федерации;
- На левой стороне груди слева и ниже орденов носятся друг под другом звёзды орденов Российской Федерации:
  - звезда ордена Святого апостола Андрея Первозванного;
  - звезда ордена Святого Георгия I или II степени;
  - звезда ордена «За заслуги перед Отечеством» I или II степени;
  - звезда ордена Святой великомученицы Екатерины;
- На правой стороне груди носятся:
  - знак ордена Святой великомученицы Екатерины на банте;
  - знак отличия «За благодеяние»;
  - знак отличия «За безупречную службу»;
  - нагрудный знак к почётному званию Российской Федерации;
  - знаки орденов СССР, предназначенные для ношения без колодок, и нагрудные знаки к почётным званиям СССР и РСФСР.
- Лица, награждённые государственными наградами, за исключением знаков особого отличия — медали «Золотая Звезда» и золотой медали «Герой Труда Российской Федерации», могут носить как сами государственные награды, так и миниатюрные копии государственных наград или ленты к государственным наградам в виде планок или розеток установленных размеров, если это предусмотрено соответствующим статутом ордена Российской Федерации, положением о знаке отличия Российской Федерации, медали Российской Федерации и почетном звании Российской Федерации.
  - Для особых случаев и возможного повседневного ношения предусматривается ношение миниатюрных копий орденов Российской Федерации, предназначенных для ношения на банте или пятиугольной колодке, знаков отличия Российской Федерации, медалей Российской Федерации и нагрудных знаков к почетным званиям Российской Федерации.

При ношении миниатюрных копий орденов Российской Федерации, знака отличия — Георгиевского Креста и медалей Российской Федерации соблюдаются общие правила, предусмотренные для ношения знаков государственных наград, ношение которых предусматривается на банте или пятиугольной колодке.
Миниатюрные копии знака отличия «За благодеяние», знака отличия «За безупречную службу» и нагрудных знаков к почётным званиям Российской Федерации носятся на уровне петлицы левого лацкана гражданского костюма.
- Ношение лент орденов Российской Федерации и медалей Российской Федерации вместе со знаками соответствующих орденов и медалей не допускается. Ленты к орденам Российской Федерации и медалям Российской Федерации носятся на левой стороне груди.
- Для повседневного ношения на гражданском костюме предусмотрено ношение лент орденов Российской Федерации в виде розеток, располагающихся на уровне петлицы левого лацкана пиджака гражданского костюма.

Одновременно с лентой ордена Святого апостола Андрея Первозванного в виде розетки можно носить ленту ордена Святого Георгия I степени или ленту ордена «За заслуги перед Отечеством» I степени в виде розетки. При этом они располагаются друг под другом от петлицы и ниже в соответствии с установленным старшинством орденов Российской Федерации.
Во всех остальных случаях носится только лента в виде розетки старшего ордена Российской Федерации.
Размеры и вид розеток устанавливаются в описании указанных орденов Российской Федерации.
Ношение лент других государственных наград Российской Федерации и государственных наград СССР в виде розеток не допускается.

## Ордена, медали и знаки отличия СССР и Российской Федерации
| Страна          | Лента | Наименование награды | Дата учреждения                           |
| --------------- | --- | --- | ----------------------------------------- |
| Россия          | Герой Российской Федерации | Медаль «Золотая Звезда» (Российская Федерация)                                                                                  | 20 марта 1992 года                        |
| Россия          | Герой Труда Российской Федерации                                                                                                | Медаль «Герой Труда Российской Федерации»                                                                                       | 29 марта 2013 года                        |
| Россия          | Мать-героиня (Россия) | Орден «Мать-героиня» (Российская Федерация)                                                                                     | 15 августа 2022                           |
| СССР            | Герой Советского Союза | Медаль «Золотая Звезда» (СССР)                                                                                                  | 1 августа 1939 года                       |
| СССР            | Герой Социалистического Труда                                                                                                   | Медаль «Серп и Молот» | 22 мая 1940 года                          |
| СССР            | Орден «Мать-героиня» | Орден «Мать-героиня» (СССР) | 8 июля 1944 года                          |
| Россия          | Орден Святого апостола Андрея Первозванного с мечами (Российская Федерация) · Орден Святого апостола Андрея Первозванного       | Орден Святого апостола Андрея Первозванного                                                                                     | 1 июля 1998 года                          |
| Россия          | Орден Святого Георгия I степени (Российская Федерация)                                                                          | Орден Святого Георгия I степени                                                                                                 | 8 августа 2000 года                       |
| Россия          | Орден Святого Георгия II степени (Российская Федерация)                                                                         | Орден Святого Георгия II степени                                                                                                | 8 августа 2000 года                       |
| Россия          | Орден Святого Георгия III степени (Российская Федерация)                                                                        | Орден Святого Георгия III степени                                                                                               | 8 августа 2000 года                       |
| Россия          | Орден Святого Георгия IV степени (Российская Федерация)                                                                         | Орден Святого Георгия IV степени                                                                                                | 8 августа 2000 года                       |
| Россия          | Орден «За заслуги перед Отечеством» 1-й степени                                                                                 | Орден «За заслуги перед Отечеством» I степени                                                                                   | 2 марта 1994 года                         |
| Россия          | Орден «За заслуги перед Отечеством» 2-й степени                                                                                 | Орден «За заслуги перед Отечеством» II степени                                                                                  | 2 марта 1994 года                         |
| Россия          | Орден «За заслуги перед Отечеством» 3-й степени                                                                                 | Орден «За заслуги перед Отечеством» III степени                                                                                 | 2 марта 1994 года                         |
| Россия          | Орден «За заслуги перед Отечеством» 4-й степени                                                                                 | Орден «За заслуги перед Отечеством» IV степени                                                                                  | 2 марта 1994 года                         |
| Россия          | | Орден Святой великомученицы Екатерины                                                                                           | 3 мая 2012 года                           |
| Россия          | Орден Гагарина | Орден Гагарина | 27 мая 2023 года                          |
| Россия · Россия | Орден Александра Невского | Орден Александра Невского | 20 марта 1992 года 7 сентября 2010 года   |
| Россия · Россия | Орден Суворова | Орден Суворова | 20 марта 1992 года 7 сентября 2010 года   |
| Россия · Россия | Орден Ушакова | Орден Ушакова | 20 марта 1992 года 7 сентября 2010 года   |
| Россия          | Орден Жукова | Орден Жукова | 25 апреля 1995 года                       |
| Россия · Россия | Орден Кутузова | Орден Кутузова | 20 марта 1992 года 7 сентября 2010 года   |
| Россия · Россия | Орден Нахимова | Орден Нахимова | 20 марта 1992 года 7 сентября 2010 года   |
| Россия          | Орден Мужества | Орден Мужества | 2 марта 1994 года                         |
| Россия          | | Орден «За военные заслуги» | 2 марта 1994 года                         |
| Россия          | | Орден «За морские заслуги» | 27 февраля 2002 года                      |
| Россия          | Орден Пирогова | Орден Пирогова | 19 июня 2020 года                         |
| Россия          | Орден «За заслуги в культуре и искусстве»                                                                                       | Орден «За заслуги в культуре и искусстве»                                                                                       | 9 августа 2021 года                       |
| Россия          | Орден Почёта | Орден Почёта | 2 марта 1994 года                         |
| Россия          | Орден Дружбы | Орден Дружбы | 2 марта 1994 года                         |
| Россия          | Орден «Родительская слава» | Орден «Родительская слава» | 13 мая 2008 года                          |
| СССР            | | Орден «Победа» | 18 августа 1944 года                      |
| СССР            | Орден Ленина | Орден Ленина | 6 апреля 1930 года                        |
| СССР            | Орден Октябрьской Революции | Орден Октябрьской Революции | 31 октября 1967 года                      |
| РСФСР · СССР    | Орден Красного Знамени | Орден Красного Знамени | 30 сентября 1918 года 1 августа 1924 года |
| СССР            | Орден Суворова I степени | Орден Суворова I степени | 29 июля 1942 года                         |
| СССР            | Орден Ушакова I степени | Орден Ушакова I степени | 3 марта 1944 года                         |
| СССР            | Орден Кутузова I степени | Орден Кутузова I степени | 29 июля 1942 года                         |
| СССР            | Орден Нахимова I степени | Орден Нахимова I степени | 3 марта 1944 года                         |
| СССР            | Орден Богдана Хмельницкого I степени                                                                                            | Орден Богдана Хмельницкого I степени                                                                                            | 10 октября 1943 года                      |
| СССР            | | Орден Суворова II степени | 29 июля 1942 года                         |
| СССР            | Орден Ушакова II степени | Орден Ушакова II степени | 3 марта 1944 года                         |
| СССР            | Орден Кутузова II степени | Орден Кутузова II степени | 29 июля 1942 года                         |
| СССР            | Орден Нахимова II степени | Орден Нахимова II степени | 3 марта 1944 года                         |
| СССР            | Орден Богдана Хмельницкого II степени                                                                                           | Орден Богдана Хмельницкого II степени                                                                                           | 10 октября 1943 года                      |
| СССР            | Орден Суворова III степени | Орден Суворова III степени | 29 июля 1942 года                         |
| СССР            | Орден Кутузова III степени | Орден Кутузова III степени | 29 июля 1942 года                         |
| СССР            | Орден Богдана Хмельницкого III степени                                                                                          | Орден Богдана Хмельницкого III степени                                                                                          | 10 октября 1943 года                      |
| СССР            | Орден Александра Невского | Орден Александра Невского | 29 июля 1942 года                         |
| СССР            | Орден Отечественной войны I степени                                                                                             | Орден Отечественной войны I степени                                                                                             | 20 мая 1942 год                           |
| СССР            | Орден Отечественной войны II степени                                                                                            | Орден Отечественной войны II степени                                                                                            | 20 мая 1942 год                           |
| СССР            | Орден Трудового Красного Знамени                                                                                                | Орден Трудового Красного Знамени                                                                                                | 28 декабря 1920 года                      |
| СССР            | Орден Дружбы народов | Орден Дружбы народов | 17 декабря 1972 года                      |
| Россия ·        | Орден Дружбы народов | Орден Дружбы народов | 2 марта 1992 года                         |
| СССР            | Орден Красной Звезды | Орден Красной Звезды | 6 апреля 1930 года                        |
| СССР            | Орден «За службу Родине в Вооружённых Силах СССР» I степени                                                                     | Орден «За службу Родине в Вооружённых Силах СССР» I степени                                                                     | 28 октября 1974 года                      |
| СССР            | Орден «За службу Родине в Вооружённых Силах СССР» II степени                                                                    | Орден «За службу Родине в Вооружённых Силах СССР» II степени                                                                    | 28 октября 1974 года                      |
| СССР            | Орден «За службу Родине в Вооружённых Силах СССР» III степени                                                                   | Орден «За службу Родине в Вооружённых Силах СССР» III степени                                                                   | 28 октября 1974 года                      |
| СССР            | Орден «Знак Почёта» | Орден «Знак Почёта» | 25 ноября 1935 года                       |
| СССР            | Орден «Знак Почёта» | Орден Почёта | 22 августа 1988 года                      |
| СССР            | | Орден «За личное мужество» | 28 декабря 1988 года                      |
| Россия          | | Орден «За личное мужество» | 2 марта 1992 года                         |
| СССР            | Орден Славы | Орден Славы I степени | 8 ноября 1943 года                        |
| СССР            | Орден Славы | Орден Славы II степени | 8 ноября 1943 года                        |
| СССР            | Орден Славы | Орден Славы III степени | 8 ноября 1943 года                        |
| СССР            | Орден Трудовой Славы I степени                                                                                                  | Орден Трудовой Славы I степени                                                                                                  | 18 января 1974 года                       |
| СССР            | Орден Трудовой Славы II степени                                                                                                 | Орден Трудовой Славы II степени                                                                                                 | 18 января 1974 года                       |
| СССР            | Орден Трудовой Славы III степени                                                                                                | Орден Трудовой Славы III степени                                                                                                | 18 января 1974 года                       |
| Россия          | Георгиевский крест 1-й степени (Российская Федерация)                                                                           | Георгиевский крест I степени | 2 марта 1992 года                         |
| Россия          | Георгиевский крест 2-й степени (Российская Федерация)                                                                           | Георгиевский крест II степени                                                                                                   | 2 марта 1992 года                         |
| Россия          | Георгиевский крест 3-й степени (Российская Федерация)                                                                           | Георгиевский крест III степени                                                                                                  | 2 марта 1992 года                         |
| Россия          | Георгиевский крест 4-й степени (Российская Федерация)                                                                           | Георгиевский крест IV степени                                                                                                   | 2 марта 1992 года                         |
| Россия          | Знак отличия «За благодеяние»                                                                                                   | Знак отличия «За благодеяние»                                                                                                   | 3 мая 2012 года                           |
| Россия          | Знак отличия «За наставничество»                                                                                                | Знак отличия «За наставничество»                                                                                                | 2 марта 2018 года                         |
| Россия          | | Знак отличия «За безупречную службу»                                                                                            | 2 марта 1994 года                         |
| Россия          | | Медаль ордена «За заслуги перед Отечеством» I степени                                                                           | 2 марта 1994 года                         |
| Россия          | | Медаль ордена «За заслуги перед Отечеством» II степени                                                                          | 2 марта 1994 года                         |
| Россия · Россия | Медаль «За отвагу» (Российская Федерация)                                                                                       | Медаль «За отвагу» | 2 марта 1992 года 2 марта 1994 года       |
| Россия          | | Медаль «За храбрость» I степени                                                                                                 | 23 марта 2023 года                        |
| Россия          | | Медаль «За храбрость» II степени                                                                                                | 23 марта 2023 года                        |
| Россия          | | Медаль Суворова | 2 марта 1994 года                         |
| Россия · Россия | Медаль Ушакова | Медаль Ушакова (Россия) | 2 марта 1992 года 2 марта 1994 года       |
| Россия          | | Медаль Жукова | 9 мая 1994 года                           |
| Россия          | | Медаль Нестерова | 2 марта 1994 года                         |
| Россия          | Медаль Пушкина | Медаль Пушкина | 9 мая 1999 года                           |
| Россия          | | Медаль «Защитнику свободной России»                                                                                             | 2 июля 1992 года                          |
| Россия          | | Медаль «За отличие в охране общественного порядка»                                                                              | 2 марта 1994 года                         |
| Россия          | | Медаль «За отличие в охране государственной границы»                                                                            | 2 марта 1994 года                         |
| Россия          | Медаль «За отвагу на пожаре» (Российская Федерация) — 2018                                                                      | Медаль «За отвагу на пожаре» | 15 сентября 2018 года                     |
| Россия          | | Медаль «За спасение погибавших»                                                                                                 | 2 марта 1994 года                         |
| Россия          | | Медаль Луки Крымского | 19 июня 2020 года                         |
| Россия          | Медаль «За труды в культуре и искусстве»                                                                                        | Медаль «За труды в культуре и искусстве»                                                                                        | 9 августа 2021 года                       |
| Россия          | | Медаль «За труды по сельскому хозяйству»                                                                                        | 10 марта 2004 года                        |
| Россия          | | Медаль «За развитие железных дорог»                                                                                             | 9 июля 2007 года                          |
| Россия          | Медаль «За заслуги в освоении атомной энергии»                                                                                  | Медаль «За заслуги в освоении атомной энергии»                                                                                  | 16 марта 2015 года                        |
| Россия          | Медаль «За заслуги в освоении космоса»                                                                                          | Медаль «За заслуги в освоении космоса»                                                                                          | 7 сентября 2010 года                      |
| Россия          | | Медаль «За развитие Сибири и Дальнего Востока»                                                                                  | 29 августа 2022 года                      |
| Россия          | Медаль ордена «Родительская слава»                                                                                              | Медаль ордена «Родительская слава»                                                                                              | 7 сентября 2010 года                      |
| Россия          | | Юбилейная медаль «50 лет Победы в Великой Отечественной войне 1941—1945 гг.»                                                    | 7 июля 1993 года                          |
| Россия          | | Юбилейная медаль «60 лет Победы в Великой Отечественной войне 1941—1945 гг.»                                                    | 28 февраля 2004 года                      |
| Россия          | | Юбилейная медаль «65 лет Победы в Великой Отечественной войне 1941—1945 гг.»                                                    | 4 марта 2009 года                         |
| Россия          | | Юбилейная медаль «70 лет Победы в Великой Отечественной войне 1941—1945 гг.»                                                    | 21 декабря 2013 года                      |
| Россия          | | Юбилейная медаль «75 лет Победы в Великой Отечественной войне 1941—1945 гг.»                                                    | 13 июня 2019 года                         |
| Россия          | | Юбилейная медаль «80 лет Победы в Великой Отечественной войне 1941—1945 гг.»                                                    | 2 сентября 2024 года                      |
| Россия          | | Юбилейная медаль «300 лет Российскому флоту»                                                                                    | 10 февраля 1996 года                      |
| Россия          | | Юбилейная медаль «300 лет прокуратуре России»                                                                                   | 20 апреля 2021 года                       |
| Россия          | | Медаль «В память 850-летия Москвы»                                                                                              | 26 февраля 1997 года                      |
| Россия          | | Юбилейная медаль «100 лет Транссибирской магистрали»                                                                            | 27 июня 2001 года                         |
| Россия          | | Медаль «За заслуги в проведении Всероссийской переписи населения»                                                               | 14 октября 2002 года                      |
| Россия          | | Медаль «В память 300-летия Санкт-Петербурга»                                                                                    | 19 февраля 2003 года                      |
| Россия          | | Медаль «В память 1000-летия Казани»                                                                                             | 30 июня 2005 года                         |
| Россия          | | Медаль «В память 800-летия Нижнего Новгорода»                                                                                   | 29 марта 2021 года                        |
| Россия          | | Медаль «50 лет Байкало-Амурской магистрали»                                                                                     | 29 августа 2022 года                      |
| Россия          | | Юбилейная медаль «100 лет гражданской авиации России»                                                                           | 17 ноября 2022 года                       |
| СССР            | Медаль «За отвагу» (СССР) — 1938                                                                                                | Медаль «За отвагу» | 17 октября 1938 года                      |
| СССР            | Медаль Ушакова | Медаль Ушакова (СССР) | 3 марта 1944 года                         |
| СССР            | Медаль «За боевые заслуги» | Медаль «За боевые заслуги» | 17 октября 1938 года                      |
| СССР · Россия   | Медаль Нахимова | Медаль Нахимова | 3 марта 1944 года 2 марта 1992 года       |
| СССР            | Медаль «За трудовую доблесть»                                                                                                   | Медаль «За трудовую доблесть»                                                                                                   | 27 декабря 1938 года                      |
| СССР            | Медаль «За трудовое отличие» | Медаль «За трудовое отличие» | 27 декабря 1938 года                      |
| СССР            | Юбилейная медаль «За доблестный труд (За воинскую доблесть). В ознаменование 100-летия со дня рождения Владимира Ильича Ленина» | Юбилейная медаль «За доблестный труд (За воинскую доблесть). В ознаменование 100-летия со дня рождения Владимира Ильича Ленина» | 5 ноября 1969 года                        |
| СССР            | Медаль «Партизану Отечественной войны» I степени                                                                                | Медаль «Партизану Отечественной войны» I степени                                                                                | 2 февраля 1943 года                       |
| СССР            | Медаль «Партизану Отечественной войны» II степени                                                                               | Медаль «Партизану Отечественной войны» II степени                                                                               | 2 февраля 1943 года                       |
| СССР · Россия   | | Медаль «За отличие в охране государственной границы СССР»                                                                       | 13 июля 1950 года 2 марта 1992 года       |
| СССР · Россия   | Медаль «За отличие в воинской службе» 1-й степени                                                                               | Медаль «За отличие в воинской службе» I степени                                                                                 | 28 октября 1974 года 2 марта 1992 года    |
| СССР · Россия   | Медаль «За отличие в воинской службе» 2-й степени                                                                               | Медаль «За отличие в воинской службе» II степени                                                                                | 28 октября 1974 года 2 марта 1992 года    |
| СССР · Россия   | | Медаль «За отличную службу по охране общественного порядка»                                                                     | 1 ноября 1950 года 2 марта 1992 года      |
| СССР · Россия   | Медаль «За отвагу на пожаре» (СССР) — 1957                                                                                      | Медаль «За отвагу на пожаре» | 31 октября 1957 года 2 марта 1992 года    |
| СССР · Россия   | | Медаль «За спасение утопающих»                                                                                                  | 16 февраля 1957 года 2 марта 1992 года    |
| СССР            | Медаль «За оборону Ленинграда»                                                                                                  | Медаль «За оборону Ленинграда»                                                                                                  | 22 декабря 1942 года                      |
| СССР            | Медаль «За оборону Москвы» | Медаль «За оборону Москвы» | 1 мая 1944 года                           |
| СССР            | | Медаль «За оборону Одессы» | 22 декабря 1942 года                      |
| СССР            | | Медаль «За оборону Севастополя»                                                                                                 | 22 декабря 1942 года                      |
| СССР            | | Медаль «За оборону Сталинграда»                                                                                                 | 22 декабря 1942 года                      |
| СССР            | | Медаль «За оборону Киева» | 21 июня 1961 года                         |
| СССР            | Медаль «За оборону Кавказа» | Медаль «За оборону Кавказа» | 1 мая 1944 года                           |
| СССР            | | Медаль «За оборону Советского Заполярья»                                                                                        | 5 декабря 1944 года                       |
| СССР            | Медаль «За победу над Германией в Великой Отечественной войне 1941—1945 гг.»                                                    | Медаль «За победу над Германией в Великой Отечественной войне 1941—1945 гг.»                                                    | 9 мая 1945 года                           |
| СССР            | | Юбилейная медаль «Двадцать лет Победы в Великой Отечественной войне 1941—1945 гг.»                                              | 7 мая 1965 года                           |
| СССР            | | Юбилейная медаль «Тридцать лет Победы в Великой Отечественной войне 1941—1945 гг.»                                              | 25 апреля 1975 года                       |
| СССР            | | Юбилейная медаль «Сорок лет Победы в Великой Отечественной войне 1941—1945 гг.»                                                 | 12 апреля 1985 года                       |
| СССР            | Медаль «За победу над Японией»                                                                                                  | Медаль «За победу над Японией»                                                                                                  | 30 сентября 1945 года                     |
| СССР            | Медаль «За взятие Будапешта» | Медаль «За взятие Будапешта» | 9 июня 1945 года                          |
| СССР            | | Медаль «За взятие Кёнигсберга»                                                                                                  | 9 июня 1945 года                          |
| СССР            | | Медаль «За взятие Вены» | 9 июня 1945 года                          |
| СССР            | Медаль «За взятие Берлина» | Медаль «За взятие Берлина» | 9 июня 1945 года                          |
| СССР            | | Медаль «За освобождение Белграда»                                                                                               | 9 июня 1945 года                          |
| СССР            | | Медаль «За освобождение Варшавы»                                                                                                | 9 июня 1945 года                          |
| СССР            | | Медаль «За освобождение Праги»                                                                                                  | 9 июня 1945 года                          |
| СССР            | | Медаль «За доблестный труд в Великой Отечественной войне 1941—1945 гг.»                                                         | 6 июня 1945 года                          |
| СССР            | Медаль «Ветеран труда» | Медаль «Ветеран труда» | 18 января 1974 года                       |
| СССР            | | Медаль «Ветеран Вооружённых Сил СССР»                                                                                           | 20 мая 1976 года                          |
| СССР            | | Медаль «За укрепление боевого содружества»                                                                                      | 25 мая 1979 года                          |
| СССР            | | Медаль «За восстановление предприятий чёрной металлургии юга»                                                                   | 18 мая 1948 года                          |
| СССР            | Медаль «За восстановление угольных шахт Донбасса»                                                                               | Медаль «За восстановление угольных шахт Донбасса»                                                                               | 10 сентября 1947 год                      |
| СССР            | | Медаль «За освоение целинных земель»                                                                                            | 20 октября 1956 года                      |
| СССР            | | Медаль «За строительство Байкало-Амурской магистрали»                                                                           | 8 октября 1976 года                       |
| СССР            | | Медаль «За преобразование Нечерноземья РСФСР»                                                                                   | 30 сентября 1977 года                     |
| СССР            | | Медаль «За освоение недр и развитие нефтегазового комплекса Западной Сибири»                                                    | 28 июля 1978 года                         |
| СССР            | | Юбилейная медаль «XX лет Рабоче-Крестьянской Красной Армии»                                                                     | 24 января 1938 года                       |
| СССР            | | Юбилейная медаль «30 лет Советской Армии и Флота»                                                                               | 22 февраля 1948 года                      |
| СССР            | | Юбилейная медаль «40 лет Вооружённых Сил СССР»                                                                                  | 18 декабря 1957 года                      |
| СССР            | | Юбилейная медаль «50 лет Вооружённых Сил СССР»                                                                                  | 26 декабря 1967 года                      |
| СССР            | | Юбилейная медаль «60 лет Вооружённых Сил СССР»                                                                                  | 28 января 1978 года                       |
| СССР            | | Юбилейная медаль «70 лет Вооружённых Сил СССР»                                                                                  | 24 января 1988 года                       |
| СССР            | | Юбилейная медаль «50 лет советской милиции»                                                                                     | 20 ноября 1967 года                       |
| СССР            | | Медаль «В память 800-летия Москвы»                                                                                              | 20 сентября 1947 года                     |
| СССР            | | Медаль «В память 250-летия Ленинграда»                                                                                          | 16 мая 1957 года                          |
| СССР            | | Медаль «В память 1500-летия Киева»                                                                                              | 10 мая 1982 год                           |
| СССР            | Медаль «За безупречную службу» 1-й степени                                                                                      | Медаль «За безупречную службу» I степени                                                                                        | 25 января 1958                            |
| СССР            | Медаль «За безупречную службу» 2-й степени                                                                                      | Медаль «За безупречную службу» II степени                                                                                       | 25 января 1958                            |
| СССР            | Медаль «За безупречную службу» 3-й степени                                                                                      | Медаль «За безупречную службу» III степени                                                                                      | 25 января 1958                            |
| СССР            | Орден «Материнская слава» 1 степени                                                                                             | Орден «Материнская слава» I степени                                                                                             | 8 июля 1944 года                          |
| СССР            | Орден «Материнская слава» 2 степени                                                                                             | Орден «Материнская слава» II степени                                                                                            | 8 июля 1944 года                          |
| СССР            | Орден «Материнская слава» 3 степени                                                                                             | Орден «Материнская слава» III степени                                                                                           | 8 июля 1944 года                          |
| СССР            | Медаль Материнства I степени | Медаль Материнства I степени | 8 июля 1944 года                          |
| СССР            | Медаль Материнства II степени                                                                                                   | Медаль Материнства II степени                                                                                                   | 8 июля 1944 года                          |